# عداد مسافة

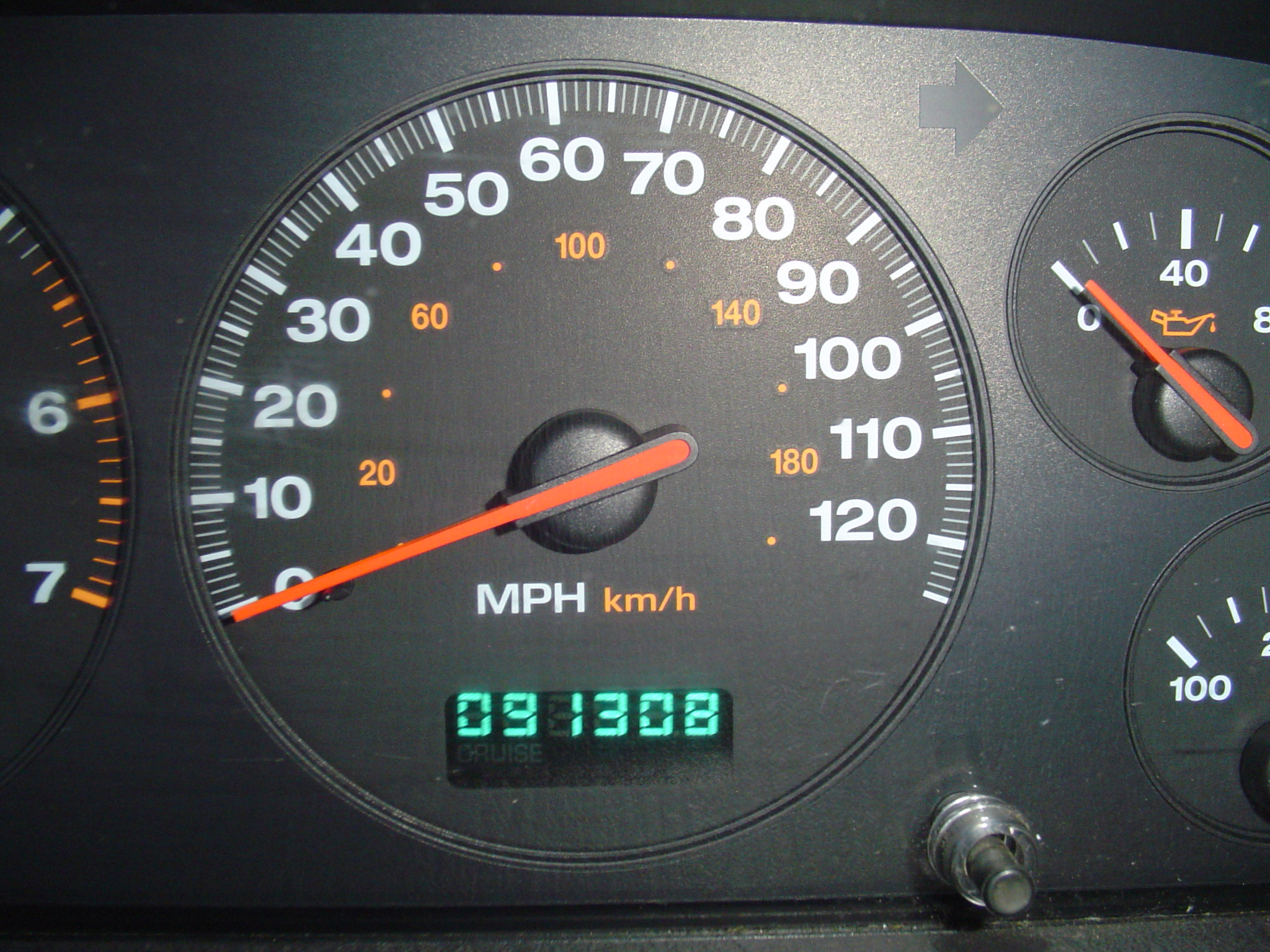
عداد المسافات الإلكتروني (تحت من عداد السرعة) ذو شاشة رقمية تعرض

عداد المسافات هو أداة تستخدم لقياس المسافة التي تقطعها مركبة، مثل الدراجة أو السيارة. قد يكون الجهاز إلكترونيًا أو حركيًا أو مزيجًا من الاثنين مكني كهربي. كانت الأشكال المبكرة لعداد المسافات موجودة في العالم اليوناني الرومي القديم وفي الصين القديمة. في البلدان التي تستخدم الوحدات الإمبراطورية أو الوحدات العرفية الأمريكية يطلق عليه أحيانًا عداد الميل.

## طالع المزيد
- قائمة قطع السيارة
- عداد سرعة
- عداد دوران